# Min Bjongde
Min Bjongde (hangul: 민병대, handzsa: 閔丙大, RR: Min Byung-dae; 1918. február 20. – Szöul, 1983. január 4.) dél-koreai labdarúgóhátvéd.